# Фронт Обновления
Фронт Обновле́ния (исп. Frente Renovador, FR) — перонистская политическая партия в Аргентине, входящая в левоцентристскую политическую коалицию «Союз за Родину» (хотя сама при этом ближе к правоцентристскому флангу перонизма).

## История
Был основан в 2013 году мэром Тигре Серхио Массой, в преддверии промежуточных выборов в Аргентине. Масса был Главой Кабинета министров при Президенте Кристине де Киршнер с 2008 по 2009 год и членом «Фронта за победу», но порвал с фракцией киршнеристов и создал своё собственное политическое движение.

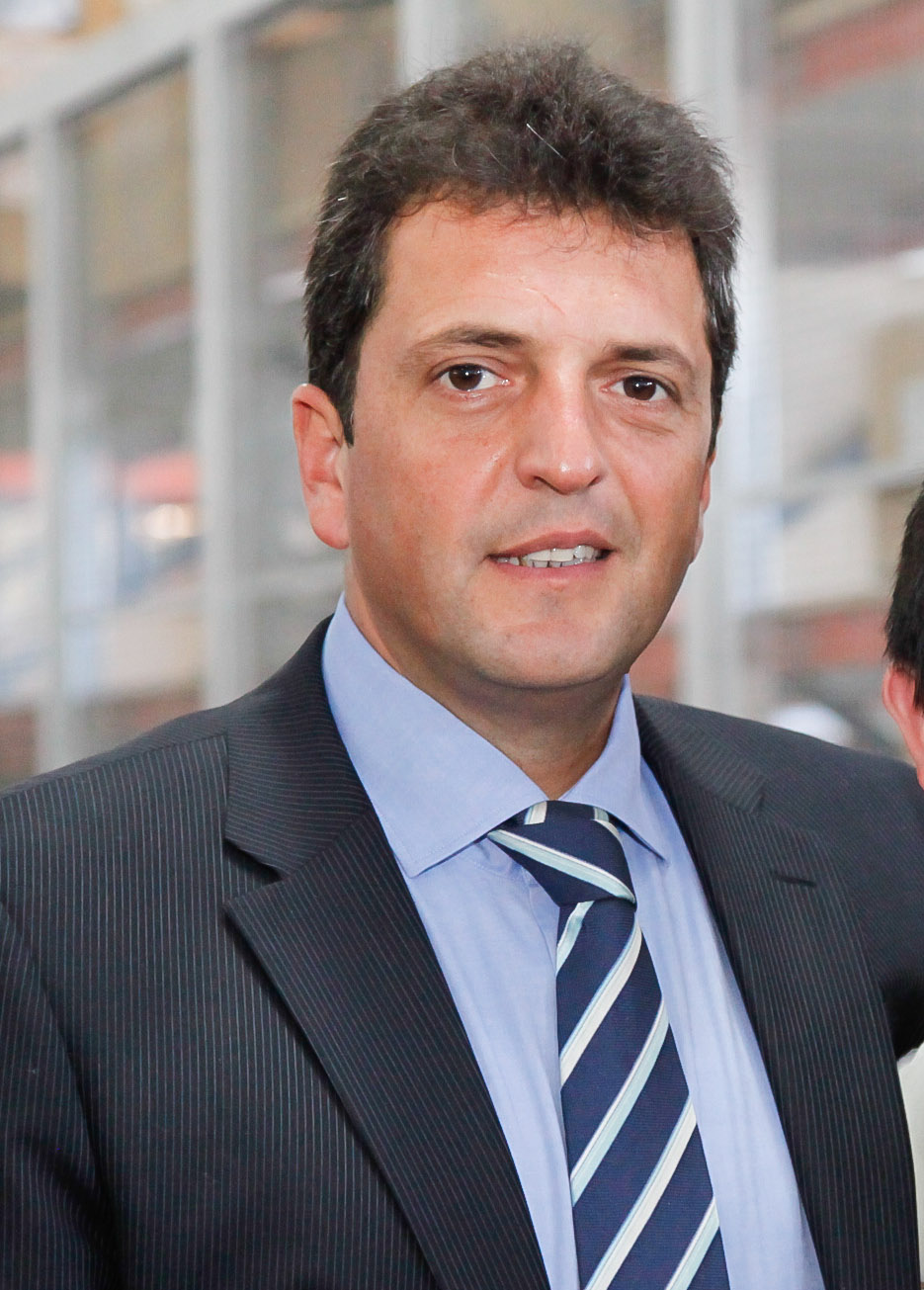
Серхио Масса

На промежуточных выборах в октябре 2013 года в Палату депутатов Аргентины получил 43,9 % голосов и 16 из 35 мест в провинции Буэнос-Айрес, опередив «Фронт за победу» более чем на 11 процентных пунктов.
Незадолго до этого провёл демонстрацию против возможной реформы Конституции, которая позволила бы Президенту Кристине де Киршнер переизбираться на третий срок подряд.
Поддержал кандидатуру Серхио Массы на пост Президента в рамках национальной коалиции «Объединённые новой альтернативой». Масса одерживает победу над Хосе Мануэля де ля Соту и становится кандидатом на президентских выборах 2015 года, где занимает третье место с результатом 21,39 % голосов.
На парламентских выборах 2017 года он объединился с партией «Поколение за национальную схватку», возглавляемой Маргаритой Столбицер, чтобы сформировать коалицию, которая продвигала Массу на пост сенатора и Фелипе Сола на пост депутата.
После разногласий относительно направления, которое должен принять союз в октябре 2018 года, Фелипе Сола с Факундо Мояно, Даниэлем Арройо, Фернандо Асенсио и Хорхе Тобоадой решили покинуть его, образовав ещё один блок в Национальном Конгрессе и окончательно порвав с Массой.
Находился в оппозиции к правящей фракции «Фронт за победу» в составе Юстициалистской партии и поэтому считался частью диссидентского перонистского крыла до 2019 года.
В 2019 году сформировал коалицию «Фронт всех», поддерживающей единую связку Альберто Фернандес – Кристина де Киршнер, переняв идеологию у самораспустившейся в 2017 году партией «Фронт за победу» и перестав быть диссидентской партией. Масса баллотировался на пост первого национального кандидата в депутаты от провинции Буэнос-Айрес. Масса стал президентом Палаты депутатов, а Марио Меони — министром транспорта.